# Sesso debole? (film 1956)
Sesso debole? (The Opposite Sex) è un film del 1956 diretto da David Miller.
È il remake di Donne, film del 1939: nel film diretto da George Cukor tutto il cast era composto da donne. Gli uomini della storia venivano visti solo attraverso i dialoghi e i racconti delle protagoniste del film. Le interpreti principali erano Norma Shearer, Joan Crawford e Rosalind Russell.
La commedia di Clare Boothe Luce venne ripresa nel 2008 con un remake diretto da Diane English, intitolato The Women. Le protagoniste erano interpretate da Meg Ryan, Annette Bening e Eva Mendes.

## Trama
Kay è sposata da dieci anni con Steve, un produttore teatrale e non pensa alla promettente carriera di cantante che ha lasciato per lui. 
Una cara amica però scopre che Steve ha una relazione con Crystal, una ballerina. Inizialmente convinta che si tratti solo di pettegolezzi provocati dall'invidia, una volta scoperta la verità decide di andare a Reno per divorziare, dove incontra altre donne nella sua stessa situazione che l'aiutano a superare questo difficile momento. 
Dopo il divorzio Kay torna a cantare ottenendo subito un incredibile successo che le permette di superare il dispiacere dovuto alla notizia del matrimonio di Steve con Crystal.
Grazie alle amiche riesce però a scoprire il carattere arrivista e ipocrita della rivale ma soprattutto che Steve è ancora innamorato di lei, che non ha mai smesso di amarlo.

## Produzione
Il film fu prodotto dalla MGM, girato negli studi della Metro-Goldwyn-Mayer Studios - 10202 W. Washington Blvd. a Culver City.
A differenza della prima versione il film prevede numerosi numeri musicali ma non si può considerare un musical vero e proprio e anche la storia ha un cambio significativo nella struttura. 
Nel ruolo della protagonista vennero prese in considerazione prima Grace Kelly che con il matrimonio scelse di abbandonare la recitazione e Esther Williams che fu però sospesa dallo studio per delle divergenze con l'allora dirigente Dore Shary. La scelta cadde poi su June Allyson che venne però doppiata nel canto da Jo Ann Greer.
Fu il suo ultimo film per la MGM studio in cui lavorava da 15 anni.
Barbara Jo Allen che ha il ruolo della giornalista di cronaca mondana Dolly DeHaven è l'unica che aveva recitato anche nella versione del 1939 nella parte di una receptionist anche se non accreditata.

## Distribuzione
Distribuito dalla MGM, il film fu presentato in prima il 26 ottobre 1956.

### Data di uscita
IMDb
- USA	26 ottobre 1956	 (première)
- USA	15 novembre 1956	 (New York City, New York)
- Svezia	29 aprile 1957
- Finlandia	24 maggio 1957
- Germania Ovest	10 gennaio 1958
- Danimarca	22 giugno 1961

Alias
- The Opposite Sex	USA (titolo originale)
- Az ellentétes nem  Ungheria
- Das schwache Geschlecht	Germania Ovest
- Er kvinder sådan?	 Danimarca
- Heikompi sukupuoli	Finlandia
- Oss kvinnor emellan	Svezia
- Sesso debole?	Italia
- To antitheto fylo Grecia